# Gebot der Folgerichtigkeit
Das Gebot der Folgerichtigkeit ist Ausfluss des verfassungsrechtlichen Willkürverbots, das in Art. 3 Abs. 1 GG und im Rechtsstaatsprinzip, welches selbst Verfassungsrang hat, wurzelt. Es verlangt, dass staatliches Handeln logisch, konsequent und schlüssig ist (Rechtskontinuität). Ausnahmen bedürfen eines sachlichen Grundes. Hierfür kommt beispielsweise ein "grundlegender Systemwechsel durch den Gesetzgeber" in Betracht.
So verletzt jedes staatliche Verhalten die Rechtskontinuität, das anordnet, dass künftig das Gegenteil einer schon längere Zeit geltenden Rechtsnorm gilt, ohne dass der Kurswechsel sich rechtfertigen lässt. So ließe es sich rechtlich nicht nachvollziehen, ein umweltverwaltungsrechtlich unbeanstandetes Verhalten plötzlich unter Strafe zu stellen, ohne dass der Richtungswechsel begründet wird.
Das Gebot der Folgerichtigkeit beschränkt sich nicht auf die Legislative. Aus dem gewaltenübergreifenden Geltungsanspruch der Rechtskontinuität folgt genauso, dass auch Maßnahmen der Verwaltung und der Rechtsprechung sich nicht widersprechen dürfen.
Das Gebot der Folgerichtigkeit ist nicht ausdrücklich in der Verfassung oder einem Gesetz festgeschrieben. Vielmehr ist es durch die Rechtsprechung des 2. Senats des Bundesverfassungsgerichts entwickelt worden.
Zuletzt bekam es im Urteil des Bundesverfassungsgerichts vom 9. Dezember 2008 Bedeutung, das die gesetzliche Änderung der „Pendlerpauschale“ für verfassungswidrig erklärte. Im Zusammenhang der Vereinbarkeit von § 9 Abs. 2 EStG (in der Fassung des  Steueränderungsgesetzes 2007) mit dem Grundgesetz überprüfte das Bundesverfassungsgericht die Rechtmäßigkeit der singulären Umsetzung des Werkstorprinzips im Bereich der Pendlerpauschale auch über das Gebot der Folgerichtigkeit in der Anwendung des objektiven Nettoprinzips.